# Бразильсько-китайський саміт 2023 року
Бразильсько-китайський саміт 2023 року — чотириденний візит Президента Бразилії Луїза Інасіо Лула да Сілви до Китаю з 11 по 14 квітня 2023 року. Це перший візит Лули до Китаю після його третього обрання на посаду в січні 2023 року. В супроводі була делегація з понад 240 генеральних директорів, політиків, також да Сілва зустрівся з представниками бразильського ділового співтовариства в Китаї. Зокрема президент зустрівся з Сі Цзіньпіном, генсеком Комуністичної партії Китаю та президентом Китаю, щоб обговорити різні питання, особливо триваючу війну в Україні та потенційну роль Бразилії та Китаю як посередника між Росією та Заходом.
Після чотирьох років прохолодних відносин між двома країнами, підірваними нападами проти Китаю з боку колишнього президента Жаїра Болсонару, Лула прийшов на посаду з місією «перезапустити» бразильсько-китайські відносини як одну з головних цілей його зовнішньої політики.

## Теми зустрічі
Бразилія поставила кілька пріоритетів в діалозі з китайськими партнерами:
- Пожвавлення стратегічного партнерства Бразилії та Китаю.
- Перепозиціонування Бразилії на світовій арені.
- Перепозиціонування Глобального Півдня як важливого гравця на світовій арені.
- Обговорення війни в Україні, та роль Бразилії та Китаю як посередника.
- Дискусії про роль США та Євросоюзу у війні.
- Підписання низки економічних, технологічних та культурних угод.
- Дискусії щодо зменшення залежності двох країн від долара.
- Дискусії щодо розширення членства в БРІКС.
- Дискусії щодо приєднання Бразилії до китайської ініціативи «Один пояс, один шлях».